# Chi-Town Rumble
Chi-Town Rumble foi um evento de wrestling profissional em formato pay-per-view realizado pela National Wrestling Alliance junto com a World Championship Wrestling. Aconteceu dia 20 de fevereiro de 1989 no UIC Pavilion em Chicago, Illinois.